# Le Roi des cow-boys
Pour plus de détails, voir Fiche technique et Distribution.
Le Roi des cow-boys (King of the Cowboys) est un film d'espionnage américain en noir et blanc réalisé par Joseph Kane, sorti en 1943.

## Synopsis
Au Texas durant la Seconde Guerre mondiale. Vedette dans un rodéo, Roy Rogers est secrètement convoqué par le gouverneur du Texas qui lui demande de se porter volontaire pour traquer un réseau de saboteurs. Roy découvre que les saboteurs sont membres d'un spectacle itinérant, auquel se joint Roy ...

## Fiche technique
- Titre français : Le Roi des cow-boys
- Titre original : King of the Cowboys
- Réalisation : Joseph Kane
- Scénario : Olive Cooper, J. Benton Cheney, Hal Long
- Photographie : Reggie Lanning
- Montage : Morton Scott, Harry Keller
- Musique : Mort Glickman  (non crédité)
- Producteur : Harry Grey
- Société de production : Republic Pictures
- Société de distribution : Republic Pictures (États-Unis), British Lion Film Corporation (Royaume-Uni)
- Pays de production :  États-Unis
- Genre :  Western, Film d'espionnage, Thriller
- Format : Noir et blanc — 35 mm — 1,37:1 — Son : Mono (RCA Sound System)
- Durée : 73 minutes (1 h 13)
- Dates de sortie : 
  - États-Unis : 9 avril 1943
  - France : 9 décembre 1955

## Distribution
- Roy Rogers : Roy Rogers
- Smiley Burnette : Frog Millhouse
- Bob Nolan : chanteur
- Peggy Moran : Judy Mason
- Gerald Mohr : Maurice, the Mental Marvel
- Dorothea Kent : Ruby Smith
- Lloyd Corrigan : William Kraley, le secrétaire du gouverneur
- James Bush : Dave Mason
- Russell Hicks : le gouverneur du Texas, Shuville
- Irving Bacon : Alf Cluckus
- Norman Willis : Buxton, un acolyte
- Forrest Taylor : Lawman with Tex